# Uszczawne
Uszczawne (1015 m) – szczyt w północnym grzbiecie Grupy Pilska w Beskidzie Żywiecko-Orawskim. Znajduje się na północnym grzbiecie Pilska pomiędzy Malorką i przełęczą Przysłopy. W zachodnie stoki wcina się dolinka potoku uchodzącego do Sopotni, we wschodnich ma źródła potok Lisie Dziury uchodzący do Buczynki.
Uszczawne porośnięte jest lasem świerkowym, ale na jego grzbiecie jest duża hala Uszczawne. Grzbietem Uszczawnego biegnie granica między miejscowościami Sopotnia Wielka i Korbielów w województwie śląskim, w powiecie żywieckim, w gminie Jeleśnia oraz czarny szlak turystyczny z Krzyżowej. Powyżej szczytu Uszczawnego szlak ten łączy się ze szlakiem zielonym prowadzącym z Sopotni Wielkiej na Halę Miziową.

## Nazwa
Nazwę Uszczawne podawał już Andrzej Komoniecki, na mapach austriackich szczyt był nieopisany, jedynie jego północno-zachodnie zbocza były podpisane jako „las Uszczawne”. Nazwa „Uszczawne” pochodzi od masowo rosnącego na hali pod szczytem szczawiu alpejskiego. Na mapie PPWK z 1978 r. szczyt błędnie został opisany jako Malarka, w 1979 r. jako Malorka. Obydwie te nazwy wzięte zostały od nazwy położonej na pobliskiej Hali Malorka.

## Szlak turystyczny
Krzyżowa (poczta) – przełęcz Przysłopy – hala Uszczawne – hala Malorka – Gawory (skrzyżowanie ze szlakiem zielonym na Pilsko)
 Sopotnia Wielka – Gawory – Hala Jodłowcowa – Skałka – schronisko PTTK na Hali Miziowej